# Порт-Протекшен (гидроаэропорт)
Гидроаэропорт Порт-Протекшен (англ. Port Protection Seaplane Base), (ИАТА: PPV, FAA LID: 19P) — государственный гражданский гидроаэропорт, расположенный в населённом пункте Порт-Протекшен (Аляска), США.

## Операционная деятельность
Гидроаэропорт Порт-Протекшен расположен на высоте уровня моря и эксплуатирует одну взлётно-посадочную полосу:
- NW/SE размерами 1219 x 305 метров, предназначенную для обслуживания гидросамолётов.

За период с 31 декабря 2006 года по 31 декабря 2007 года Гидроаэропорт Порт-Протекшен обработал 330 операций взлётов и посадок самолётов (в среднем 27 операций ежемесячно), из них 91 % пришлось на рейсы аэротакси и 9 % — на авиацию общего назначения.: